# Медновский район
Ме́дновский район — административно-территориальная единица Калининской области в составе РСФСР, существовавшая в 1936—1956 годах.
Административный центр — село Медное.
Медновский район образован в 1936 году из сельсоветов Калининского, Лихославльского и Новоторжского районов.
В 1940 году в состав района входили следующие сельсоветы:
- Бойковский
- Васильковский
- Волынцевский
- Дмитровский
- Доншинский
- Дубковский
- Заборовский
- Ивановский
- Избрижский
- Колхозный
- Кумординский
- Лямовский
- Лясковский
- Марьинский
- Медновский
- Мухинский
- Новинский
- Ново-Чопоровский
- Осиновский
- Поддубский
- Прудовский
- Степаньковский
- Стреневский

Упразднен 4 июля 1956 года.
Территория бывшего Медновского района входит в состав Калининского, Торжокского и Лихославльского районов Тверской области.